# Aurora (Utah)
Aurora és una població dels Estats Units a l'estat de Utah. Segons el cens del 2000 tenia 947 habitants.

## Demografia
Segons el cens del 2000, Aurora tenia 947 habitants, 303 habitatges, i 269 famílies. La densitat de població era de 362 habitants per km².
Dels 303 habitatges en un 43,6% hi vivien nens de menys de 18 anys, en un 83,8% hi vivien parelles casades, en un 4,3% dones solteres, i en un 11,2% no eren unitats familiars. En el 10,9% dels habitatges hi vivien persones soles el 6,6% de les quals corresponia a persones de 65 anys o més que vivien soles. El nombre mitjà de persones vivint en cada habitatge era de 3,13 i el nombre mitjà de persones que vivien en cada família era de 3,38.
Per edats la població es repartia de la següent manera: un 33,2% tenia menys de 18 anys, un 9,3% entre 18 i 24, un 25% entre 25 i 44, un 20,3% de 45 a 60 i un 12,2% 65 anys o més.
L'edat mediana era de 32 anys. Per cada 100 dones de 18 o més anys hi havia 100,3 homes.
La renda mediana per habitatge era de 44.911 $ i la renda mediana per família de 50.000 $. Els homes tenien una renda mediana de 38.750 $ mentre que les dones 20.156 $. La renda per capita de la població era de 15.920 $. Entorn del 3,5% de les famílies i el 4,2% de la població estaven per davall del llindar de pobresa.

## Poblacions més properes
El següent diagrama mostra les poblacions més properes.